# Bommeer

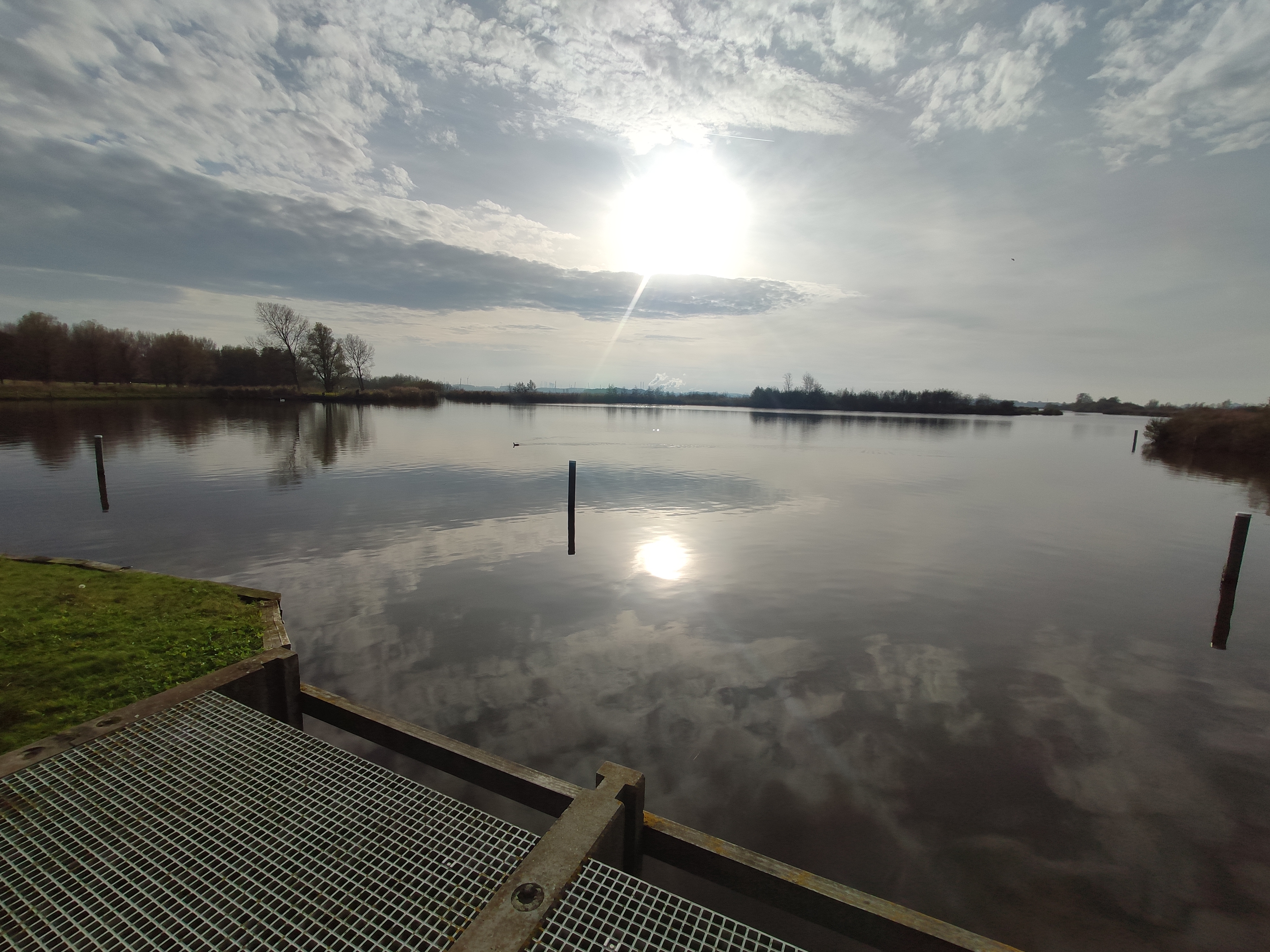
Bommeer

Het Bommeer (ook de Bommeer) is een kleine, ronde, ondiepe plas met een diameter van ongeveer 150 meter in de Foppenpolder in Zuid-Holland.
Het bestond al voordat de Noordvliet, Middelvliet en Boonervliet in de 14e eeuw werden gegraven. In die tijd was de naam van de plas Boumare.